# 津保铁路
津保铁路，铁路系统称津霸客专线（天津西-霸州西）、霸徐线（霸州西-徐水），曾一度被称为津保客运专线，是连接天津市和河北省保定市的铁路。线路起自天津西站，终至保定站，线路全长158公里，最高设计时速为250公里。工程由铁道部、天津市和河北省共同建设，工程投资估算总额240亿元，已于2010年3月开始兴建，原计划于2013年建成通车，但在建设过程中曾遭遇停工事件所以竣工时间推迟至2015年底。根据铁路客户服务中心12306网页公告，津保铁路于2015年12月28日正式开通运营，天津到保定的运行时间由原来的2小时36分压缩至1小时左右。

## 概况
津保铁路工程起自天津西站，终至河北省保定站，总工程除包括新建天津至保定铁路，还包括建设本线与京广客运专线、京九线、京沪线的联络线工程，以及建设天津枢纽大北环线等配套工程。津保铁路全线长157.925公里，将新建铁路133.006公里，利用既有线24.919公里，设天津西站、胜芳站、霸州西站、白沟站、白洋淀站、徐水站、保定站等7个车站。新建段的大部分将采用高架形式，全线桥梁地段占线路长度的65.4%。津保铁路天津段从天津西站至与津冀交界处全长只有19.23公里，经过唯一桥梁子牙河特大桥。
| 线路     | 线路 | 线路 | 车站名称 | 所在区域 | 所在区域 | 所在区域 | 启用日期                             | 连接铁路                                      | 城市轨道交通换乘路线                      |
| -------- | ---- | ---- | -------- | -------- | -------- | -------- | ------------------------------------ | --------------------------------------------- | ----------------------------------------- |
| 津保铁路 |      |      |          |          |          |          |                                      |                                               |                                           |
|          |      |      | 天津西站 | 天津市   | 天津市   | 红桥区   | 1910年12月14日                       | 京沪高速铁路 津秦客运专线 京沪铁路 陈塘庄支线 | 天津地铁1号线 天津地铁4号线 天津地铁6号线 |
|          |      |      | 胜芳站   | 河北省   | 廊坊市   | 霸州市   | 2015年12月28日                       |                                               |                                           |
|          |      |      | 霸州南站 | 河北省   | 廊坊市   | 霸州市   | （未投用）                           |                                               |                                           |
|          |      |      | 霸州西站 | 河北省   | 廊坊市   | 霸州市   | 2015年12月28日                       | 津霸铁路                                      |                                           |
|          |      |      | 白沟站   | 河北省   | 保定市   | 雄县     | 2015年12月28日                       |                                               |                                           |
|          |      |      | 白洋淀站 | 河北省   | 保定市   | 容城县   | 2015年12月28日                       |                                               |                                           |
|          |      |      | 徐水站   | 河北省   | 保定市   | 徐水区   | 1899年（老站） 2016年1月10日（新站） | 京广铁路                                      |                                           |
|          |      |      | 保定站   | 河北省   | 保定市   | 莲池区   | 1899年                               | 京广铁路 保满铁路                             |                                           |
|          |      |      | 保定东站 | 河北省   | 保定市   | 清苑区   | 2012年12月26日                       | 京广高速铁路 雄忻高速铁路 石雄城际铁路        |                                           |

## 背景
在铁道部商定京九铁路霸州站的京广铁路联络线时，曾规划修建保霸铁路并连接天津和保定。但是河北省为了开发黄骅港，优先建设由朔州至黄骅港的朔黄铁路，不同意先行修建保霸铁路。1992年，朔黄铁路和黄骅港工程完工后，河北省省长叶连松在保定、廊坊联合报送的《关于合资修建保霸铁路的报告》上批示“同意修建保霸铁路，并与津霸铁路对接”。1993年3月，河北省政府向铁道部提交《关于请审批保霸铁路的函》。1998年，国家计划委员会（国家发改委的前身）批复了修建保霸铁路的立项问题。国家批准保霸铁路立项后，铁道部和北京铁路局、天津市、廊坊市曾多次派关键人专程到保定会商合资建设保霸铁路，该铁路项目仍然久拖不决，建设经费的领取也遭到了时任河北省副省长丛福奎的阻挠。2005年11月22日，铁道部与天津市签署《关于天津铁路建设有关问题的会议纪要》，双方约定铁道部、天津市及相关省共同筹资建设津秦客运专线和保霸铁路，并明确将保霸铁路纳入铁道部“十一五”规划，但是该铁路仍无实质性进展。

## 现状
2008年11月8日，铁道部、天津市和河北省三方《加快天津至保定铁路建设会议纪要》签字仪式在万丽泰达酒店会议中心举行，明确了津保铁路将一次性新建，全长145公里，总投资估算240亿元，预计2009年上半年开工，然而这次协商之后仍未如期开工建设。2010年3月17日，天津市表示，经积极争取，国家发改委正式核准批复天津至保定铁路项目。津保铁路于2010年3月正式开工建设，将于2013年建成，届时从天津到保定可实现1小时内通达。保定市目前正在争取将津保铁路向西沿伸至山西省的大新站，即修建“天保大”铁路（天津--保定--大新）。

### 停工事件
在发生7.23甬温线动车追尾事故后，铁道部大规模压缩铁路建设投资，根据多方面的报道，目前津保线的铁道部一方投资迟迟不能到位，因而陷入停工状态。迟至2012年3月，重新全面复工，但原定2013年完工的工期已无法实现。
截至2014年10月，由天津至保定的列车仅三次（K7728/7725、K7748/7745及T5684/5681），且仅K7748/7745次列车不经停北京西站。由于津保铁路施工涉及徐水火车站（含京广正线）的改造，京广线上的近百班旅客列车计划于2015年10月中下旬临时停运。

### 联调联试
2015年10月20日，津保铁路开始联调联试。同年11月8日，综合检测列车开始在津保铁路上试运行。津保铁路在同期公布的2016年新增列车信息中分段显示为津霸客专、霸徐线。津保铁路于2015年12月17日进入最后验收阶段，验收合格后方可投入运营，届时从石家庄至天津高铁直达只需1.5个小时。
津保铁路于2015年12月28日开通， 初期开行旅客列车4.5对，2016年1月10日增加正式班次，目前每天有26对旅客列车经由该线。

### 津九联络线

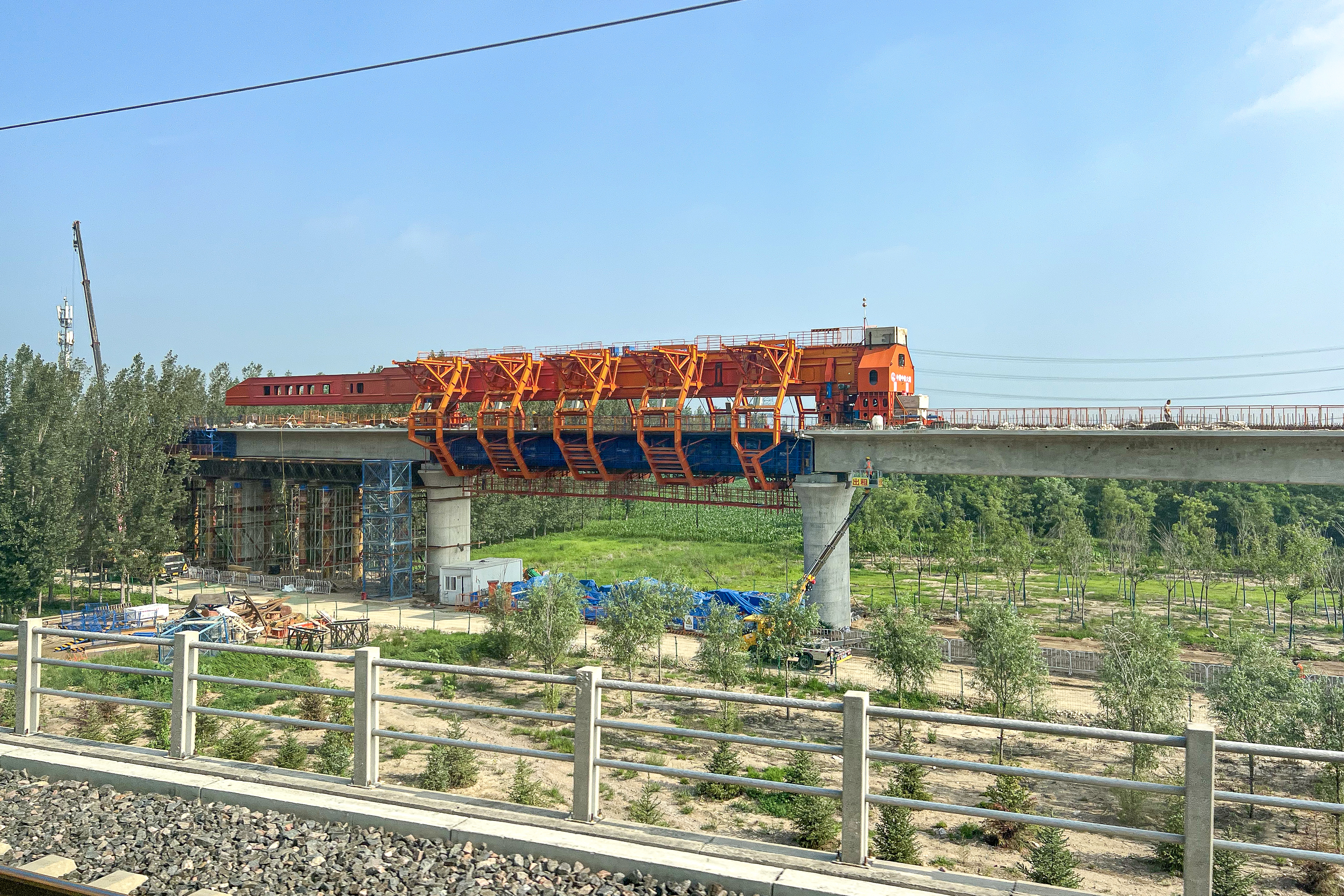
米宁庄村附近建设中的津九上行联络线（2024年7月摄）

随着雄商高铁项目获批，雄安站至津保铁路天津方向联络线工程得以上马。该联络线由津保铁路在雄县米家务镇米宁庄村新建的米宁庄线路所引出，2023年4月11日进入主体施工阶段。
2025年6月17日，米宁庄线路所信号设备启用。